# Titanopsis
Titanopsis là chi thực vật có hoa trong họ Aizoaceae.

## Hình ảnh

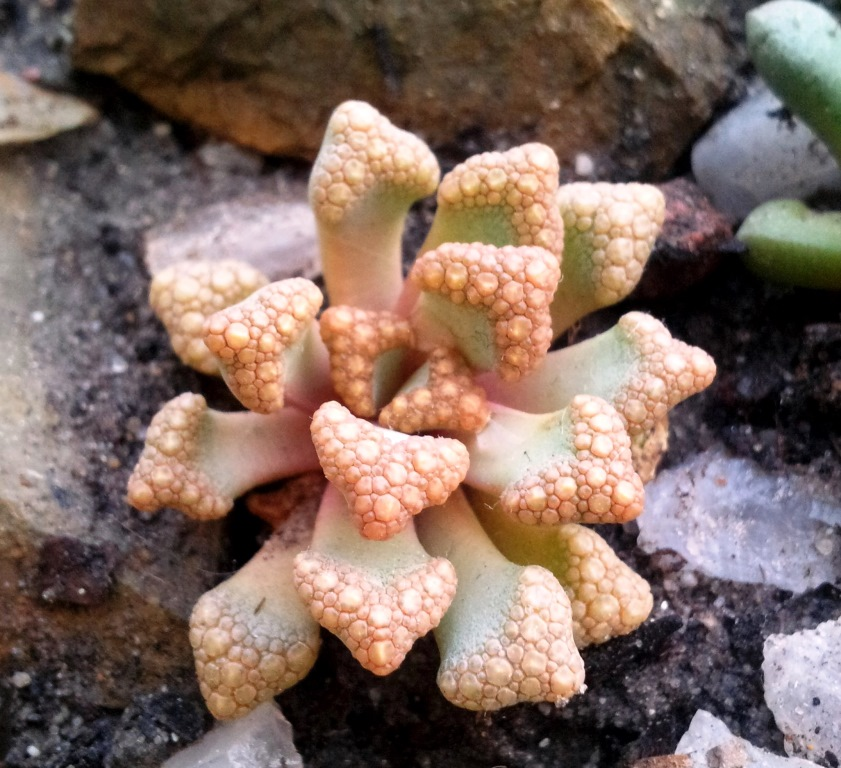
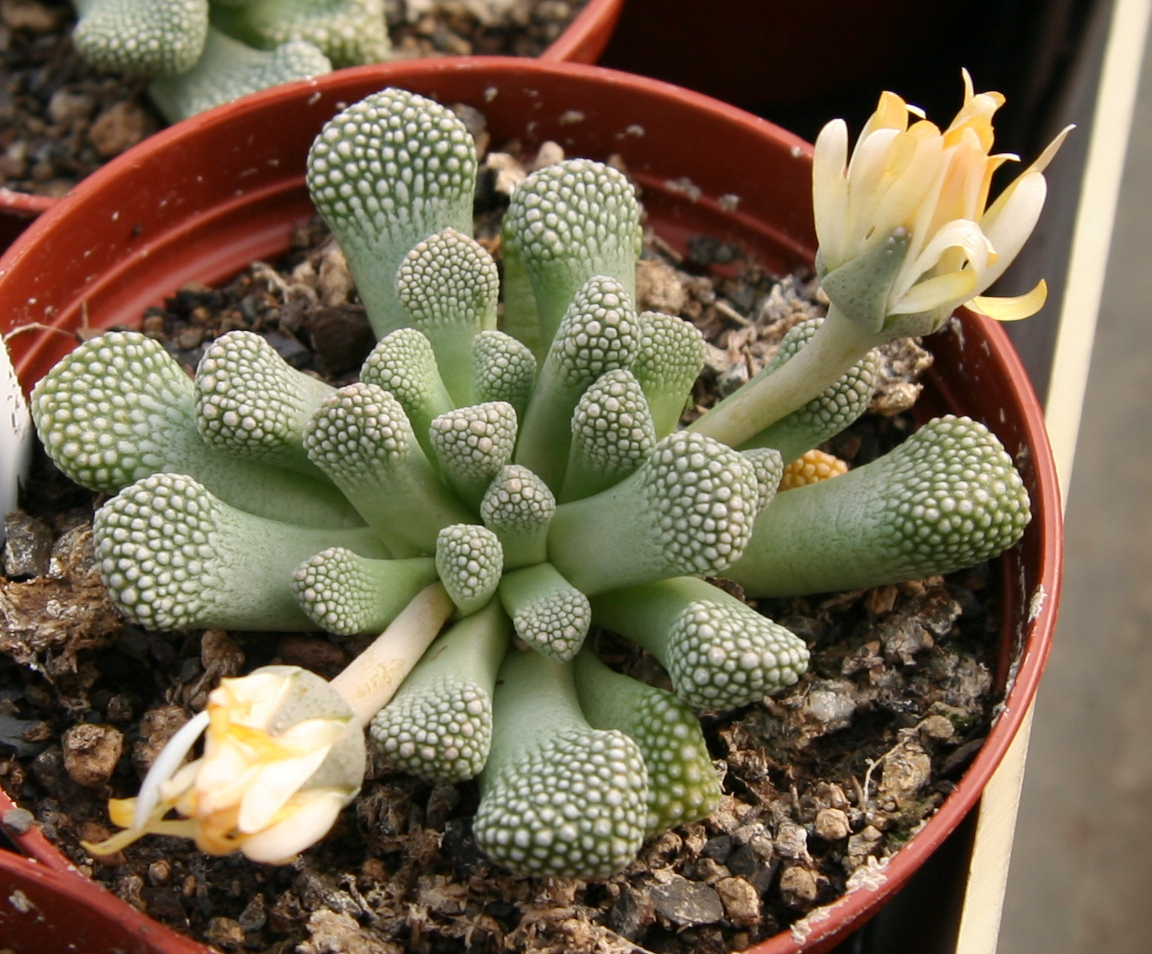
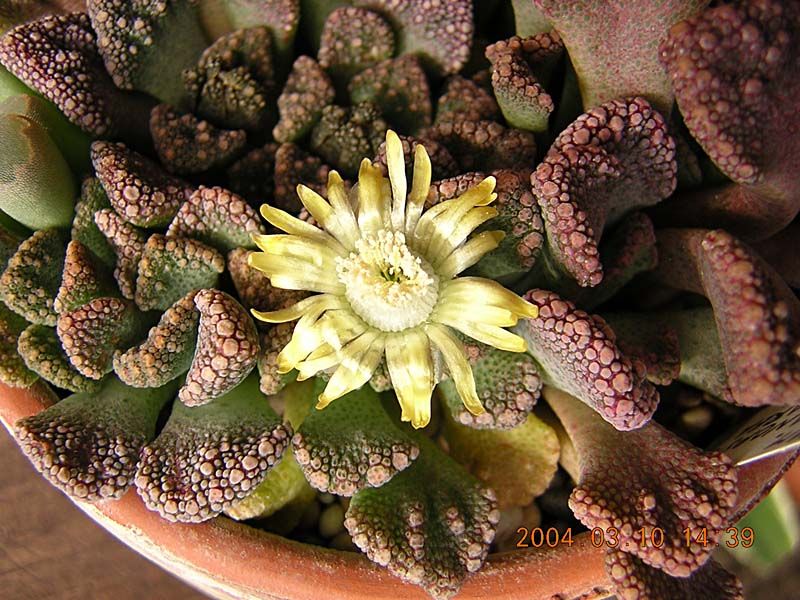
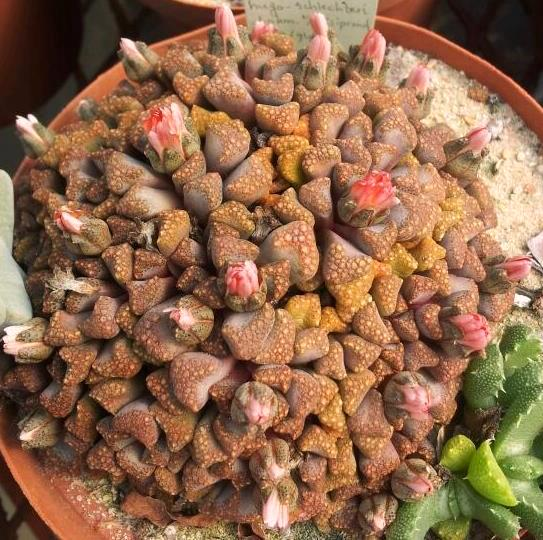